# Носатая зеленушка
Носатая зеленушка (лат. Symphodus rostratus) — морская рыба из семейства губановых (Labridae).

## Описание
Наибольшая длина тела 15,5 см, обычно 10-12 см, масса 65 г и более, обычно 20 г. Продолжительность жизни более 6 лет. Тело удлиненное, довольно высокое, сжатое с боков, плотно покрыто крупной чешуей. Боковая линия сплошная, плавно изогнутая на уровне конца спинного плавника. Щеки и жаберные крышки покрыты крупной чешуей. В подглазные канале боковой линии около 20 пор. Зубы на челюстях расположены в один ряд. От других видов рода хорошо отличается удлиненными челюстями и вытянутым вперед рылом, несколько загнутым вверх. Окраска изменчива и достаточно яркая. Общий фон светло-зеленый, зеленоватый с красными точками; желтоватый с темными точками или красновато-оранжевый. Спина синеватая с красными точками. Бока буровато-розоватые с коричневато-бурыми точками. От глаза к изгибу боковой линии проходит буроватая полоса. В начале спинного плавника иногда имеется черное пятно.

## Ареал
Средиземное и Чёрное море. Вид отмечен у черноморских берегов Крыма (Севастополь, Карадаг).

## Биология
Морская рыба прибрежной зоны, которая при охлаждении воды откочевывает на глубину. Держится в придонных слоях, обычно на участках с камнями или скалами, покрытыми подводной растительностью, иногда и на покрытых водорослями песчаных почвах. Половой зрелости достигает при длине тела около 11 см уже в конце первого года жизни. Размножение с начала апреля до конца июня. Нерест порционный, начинается при температуре воды 13-14 °С, интенсивно проходит со второй половины мая до первой половины июня при температуре воды 15-18 °С Икра донная, клейкая. Питается преимущественно ракообразными, при отсутствии которых потребляет молодь рыб (бычков, морских собачек и др.), червей, моллюсков и др.